# ريبيكا أوري
ريبيكا أوري (بالإنجليزية: Rebecca Ore)‏ (1948)؛ روائية أمريكية.